# Blood or Whiskey
Blood or Whiskey ist eine 1993 gegründete Folk-Punk-Band aus Leixlip, County Kildare in Irland.

## Geschichte
Im September 1993 spielten Barney, Kevin Murray und Colm Gallagher in einem Schlafzimmer zusammen Songs. Im Dezember stoß mit Pat Gallagher ein Mandolinespieler hinzu, der erfolgreich vorschlug, die neu gegründete Band Blood or Whiskey zu nennen. Die Band wuchs im März 1994 mit Dugs Mulhooly an der Gitarre und Damien Bowden am Banjo sowie im Mai 1994 mit Schlagzeuger Chris O' Meara auf inzwischen sieben Mitglieder. Im September 1994 hatte die Band in einem örtlichen Pub ihren ersten Auftritt. Es waren keine Verstärker und nur drei Mikrophone vorhanden. Außerdem konnte die Band bisher nur zehn Songs spielen, die dann alle dreimal gespielt wurden. Nach dem Auftritt verließ Pat Gallagher die Band und Niall Bowden stieg als Bassist ein.
Ab März 1995 spielten Blood or Whiskey jeden Donnerstag im The White Horse pub in Dublin ein Akustikkonzert. Im September 1995 wurden sie dort von Kim Fowley, bisher Manager von The Runaways entdeckt. Nach dessen Angebot, einige Demos aufzunehmen, erschien im Juni 1996 auf dem Plattenlabel Sound Records das in drei Tagen im Oktober 1995 aufgenommene und von Kim Fowley und Pat Dunne produzierte Blood or Whiskey betitelte Debütalbum.
Im Juli 1996 verließ Banjospieler Damien Bowden die Band, wurde aber schon im August durch Paul Walshe ersetzt. Bei der ersten Tour durch Deutschland, Dänemark und Schweden im September 1996 stieß die Band auf wenig Gegenliebe, da die Besitzer der Irish Pubs, in denen Blood or Whiskey auftraten, lieber Coverversionen von irischen Folkklassikern hören wollten.
Im Mai 1997 stieg Sean O’Neill für den Bassisten Niall Bowden ein, der im März die Band verlassen hatte. Da inzwischen auch das Label vermehrt Coverversionen forderte, kündigten Blood or Whiskey im August 1997 den Vertrag mit Sound Records. Zwischen September 1997 und März 1999 befand sich Blood or Whiskey fast ununterbrochen auf Tour durch Irland, Schottland und Wales. Im Anschluss an die Tour verließ Sean O’Neill die Band und Tom Touhy stieg für ihn ein.
Ihren ersten US-Auftritt hatten Blood or Whiskey im September 1999 in Lowell, Massachusetts und im November unterschrieben sie einen Plattenvertrag bei Rejected Records. Im Juni 2001 erschien das zweite Album No Time To Explain. Es wurde im Juni 2000 aufgenommen und von Dennis Buckley produziert. Noch während der Aufnahmen verließ Gründungsmitglied Colm Gallagher die Band. Im August 2001 tourten Blood or Whiskey mit großem Erfolg durch die USA.
Nachdem Sänger Barney Murray 2003 aus Blood or Whiskey ausstieg, wechselten noch mehrere Bandmitglieder. 2005 erschien das dritte Album Cashed Out on Culture. Nachdem im Anschluss mit Stiff Little Fingers durch England getourt wurde, erlag Flötist Alan Confrey einem Herzinfarkt.
2009 machte die Band mit der EP Live and Learn einen Neuanfang. 2010 tourten sie durch Europa, Japan und spielten auf dem Rebellion, Reading und Leeds Festival in England.
Das bislang letzte Album der Band Tell the Truth and Shame the Devil erschien 2014.

## Diskografie

### Alben
- 1996: Blood or Whiskey (Sound Records)
- 2001: No Time to Explain (Rejected Records)
- 2005: Cashed Out on Culture
- 2014: Tell the Truth and Shame the Devil

### EPs
- 2009: Live and Learn

### Singles
- 2001: Never Be Me (Rejected Records)